# Pam Dawber
Pam Dawber, all'anagrafe Pamela Gene Dawber (Farmington Hills, 18 ottobre 1951), è un'attrice ed ex modella statunitense.

## Biografia
Ha acquistato grande fama grazie alla sua partecipazione come co-protagonista nel ruolo di Mindy, insieme a Robin Williams, nella sitcom Mork & Mindy, andata in onda dal 1978 al 1982 sulla ABC.
È portavoce per gli USA dell'associazione Big Brothers Big Sisters.

### Vita privata
Nel 1987 ha sposato l'attore Mark Harmon, la coppia ha due figli.

## Filmografia

### Cinema
- Un matrimonio (A Wedding), regia di Robert Altman (1978)
- Frequenze pericolose (Stay Tuned), regia di Peter Hyams (1992)
- Il ricordo di un aprile (I'll Remember April), regia di Bob Clark (2000)

### Televisione
- Mork & Mindy - serie TV, 78 episodi (1978-1982)
- The Girl, the Gold Watch & Everything, regia di William Wiard - film TV (1980)
- Twilight Theater, regia di Perry Rosemond - film TV (1980)
- Senza nessuna pietà (Remembrance of Love), regia di Jack Smight - film TV (1982)
- Attraverso occhi nudi (Through Naked Eyes), regia di John Llewellyn Moxey - film TV  (1983)
- Quartiere in subbuglio (Last of the Great Survivors), regia di Jerry Jameson - film TV (1984)
- This Wife for Hire, regia di Jim Drake - film TV (1985)
- Cavalli selvaggi (Wild Horses), regia di Dick Lowry - film TV (1985)
- Ai confini della realtà (The Twilight Zone) - serie TV, episodio 1x31 (1985)
- Nel regno delle fiabe (Faerie Tale Theatre)  - serie TV, 2 episodi (1985-1987)
- American Geisha, regia di Lee Philips - film TV (1986)
- Mia sorella Sam (My Sister Sam)  - serie TV, 44 episodi (1986-1988)
- Quiet Victory: The Charlie Wedemeyer Story, regia di Roy Campanella II - film TV (1988)
- Piccoli segreti (Do You Know the Muffin Man?), regia di Gilbert Cates - film TV (1989)
- Visioni assassine (The Face of Fear), regia di Farhad Mann - film TV (1990)
- Rewrite for Murder, regia di Eric Laneuville - film TV (1991)
- Le tre mogli di Norman (The Man with Three Wives), regia di Peter Levin (1993)
- Aaahh!!! Real Monsters - serie TV, 2 episodi (1994)
- Dream On - serie TV, 1 episodio (1994)
- La mia morte ti ucciderà (Web of Deception), regia di Richard Colla - film TV (1994)
- Un bambino chiede aiuto (A Child's Cry for Help), regia di Sandor Stern - film TV (1994)
- Voglio mio figlio (Trail of Tears), regia di Donald Wrye - film TV (1995)
- Identità perduta (A Stranger to Love), regia di Peter Levin - film TV (1996)
- Adventures from the Book of Virtues - serie TV, 1 episodio (1996)
- Life... and Stuff - serie TV, 3 episodi (1997)
- Men in Black: The Series - serie TV, 3 episodi (1998)
- Sotto massima protezione (Don't Look Behind You), regia di David Winning - film TV (1999)
- The Crazy Ones - serie TV, episodio 1x20 (2014)
- The Odd Couple - serie TV,  1 episodio (2016)
- NCIS - Unità anticrimine (NCIS) - serie TV, 7 episodi (2021)

## Doppiatrici italiane
Nelle versioni in italiano dei suoi film, Pam Dawber è stata doppiata da:
- Cinzia De Carolis in Frequenze pericolose
- Rossella Izzo in Mork & Mindy (s.1-2)
- Emanuela Fallini in Mork & Mindy (s.3-4)
- Roberta Greganti in Identità perduta
- Monica Gravina in Sotto massima protezione
- Aurora Cancian in NCIS - Unità anticrimine